# باشگاه فوتبال الهلال بنغازی
باشگاه فوتبال الهلال بنغازی (انگلیسی: Al-Hilal SC) یک باشگاه فوتبال در شهر بنغازی، لیبی است.
این باشگاه که در سال ۱۹۵۲ تاسیس شده سابقه ۲ نایب قهرمانی در لیگ برتر فوتبال لیبی و یک قهرمانی در جام حذفی فوتبال لیبی را در کارنامه دارد.